# Vorderhornbach
Vorderhornbach je obec v Rakousku ve spolkové zemi Tyrolsko v okrese Reutte.
Žije zde 262 obyvatel (1. 1. 2011).